# Johan Angerstein
Johan Angerstein, född 1646 på Turbo bruk och död 1716, var en svensk bergsbrukspatron.
Johan Angerstein blev tidigt av sin far, Anders Angerstein, inövad i bergsrörelsens olika grenar, och införde flera förbättringar inom yrket. Till hans viktigare uppdrag hörde upptagandet av Bispbergs järngruvor. Han var även bruksinspektor vid Turbo bruk och Vikmanshyttan.
Johan Angerstein var gift med Elisabeth, född Henzel, och blev far till inspektoren vid Stora kopparberget, Johan Angerstein d.y.